# Cyathea lenormandii
Cyathea lenormandii là một loài dương xỉ trong họ Cyatheaceae. Loài này được Vieill., Bak. mô tả khoa học đầu tiên năm 1874.
Danh pháp khoa học của loài này chưa được làm sáng tỏ. 